# Nacerdes fujiana
Nacerdes fujiana es una especie de coleóptero de la familia Oedemeridae.

## Distribución geográfica
Habita en Fujian (China).